# Trzęsienie ziemi w Düzce (1999)
Trzęsienie ziemi w Düzce – trzęsienie ziemi o sile 7,2 w skali Richtera, które miało miejsce 12 listopada 1999 około godziny 18:57 i którego epicentrum znajdowało się w odległości 100 km na wschód od miasta Düzce w północno-zachodniej Turcji. W wyniku trzęsienia śmierć poniosło ponad 894 osoby, a 4948 osób zostało rannych.
Trzęsienie całkowicie zniszczyło ponad 1342 budynków, które znajdowały się pobliżu epicentrum oraz naruszyło konstrukcję 7081 budynków mieszkalnych i przemysłowych.
Trzęsienie ziemi w Düzce było drugim tak silnym trzęsieniem, które nawiedziło Turcję w 1999 roku. 17 sierpnia w wyniku trzęsienia ziemi o sile 7,6 w skali Richtera, które miało miejsce w Izmicie, śmierć poniosło ponad 17 tys. ludzi.